# Рідне село
Музейний комплекс української народної архітектури та побуту «Рідне село» — приватний музей просто неба в Бахчисарайському районі поблизу села Красний Мак на березі річки Бельбек.
На подвір'ї музею розташувалися привезені з Полісся дерев'яні хати, яким 100–150 років. На вулиці перед хатами стоять старовинні вулики. Вони використовувалися в XVII–XIX сторіччях, доки 1847 року на зміну їм не прийшли рамкові.

## Власники
Господарі музею — подружжя Олег і Тетяна Потапови. У минулому підприємці — займалися розробкою модного одягу, співпрацювали з провідними італійськими будинками моди. А в 50 років вирішили кардинально змінити своє життя. Тетяна Потапова — донька доктора наук, професора Геннадія Ванєєва, який був депутатом парламенту першого скликання.

## Історія створення
Українознавець Василь Скуратівський подарував Тетяні Потаповій свої книги «Русалія» та «Святвечір». Коли жінка їх прочитала, вирішила відвідати село Максимовичі, що на Київщині, звідки родом її батьки.
Після цієї поїздки народилася програма «Етнографічна кухня», яку демонстрували на севастопольському телебаченні. Наступним кроком стало відкриття кав'ярні «Рідна хата». Страви, що там пропонували, готували за старовинними українськими рецептами. Так прийшли до створення музею.
Ентузіасти розбирали хати, перевозили, знову збирали. Місце, де розташований музей, обрали не випадково. У сусідньому селі Холмівка зберігається могила автора «Запорозького маршу», народного кобзаря Євгена Адамцевича.